# География Нунавута
Ну́навут — одна из трёх территорий Канады.
Суша Нунавута занимает площадь около 1,9 млн. км².
Юго-запад территории занимает материковую часть Канады, остальное — большинство островов Канадского Арктического архипелага (исключение составляют остров Принс-Патрик, остров Банкс и части островов Виктория и Мелвилл), все острова в Гудзоновом заливе (в том числе и отдалённые южные острова в заливе Джеймс) и заливе Унгава (включая острова Белчер, которые раньше принадлежали Северо-Западным территориям):стр.17-21. Если бы Нунавут был суверенным государством, по площади своей территории он занимал бы 15-е место после Демократической Республики Конго.
Нунавут имеет сухопутные границы на некоторых островах и континентальной суше, а также морские с Северо-Западными территориями, узкую сухопутную границу с провинцией Ньюфаундленд и Лабрадор на острове Киллинек. Вместе с Северо-Западными территориями на западе, Манитобой на юге и Саскачеваном на юго-западе Нунавут образует так называемый перекрёсток в точке 60°00′ с. ш. 102°00′ з. д., где установлен обелиск и проложен пешеходный туристический маршрут. Границы Нунавута по форме напоминают Инуксук, символ наследия инуитов, но это не было сделано специально. Граница между Нунавутом и Северо-Западными территориями отражает соглашения о разделе земли, а границы других регионов были такими задолго до образования территории.
Регион также имеет морские границы с провинциями Квебек, Онтарио и Манитоба. На крайнем северо-востоке восточнее острова Элсмир граничит по морю с Гренландией. Омывается водами Северного Ледовитого океана.
Рельеф Нунавута неоднороден. На северо-востоке островов расположены Арктические Кордильеры, высшая точка которых, Барбо-Пик (2616 м), является высшей точкой всей территории и высшей точкой Канады, расположенной на острове. Континентальную часть на юго-западе Нунавута, напротив, занимает низменная болотистая тундра. Низшая точка — уровень Северного Ледовитого океана.
Самая северная точка Нунавута — мыс Колумбия (83°06′41″ с. ш. 69°57′30″ з. д.) на острове Элсмир, расположенный всего в 769 км от Северного полюса. Это также самая северная точка Канады и в мире за пределами Гренландии. Интересно, что самая северная континентальная точка Северной Америки, Мерчисон, также находится на территории Нунавута.
Самой южной точкой Нунавута является маленький островок Стэг в заливе Джеймса (51°39′01″ с. ш. 79°04′28″ з. д.). Его широта примерно соответствует Лондону, Воронежу или белорусско-украинской границе. Самая западная точка расположена на побережье залива Амундсена в 50 км к северу от национального парка Туктут-Ногаит. Самая восточная — в 100 милях от парка Ауюиттук. Вся территория Нунавута относится к регионам  Крайнего Севера.

## Галерея
- Ледник на юге острова
Аксель-Хейберг
- Растительность около деревни Грис-Фьорд
- Гавань острова Бичи
- Пороги на реке Коппермайн в Территориальном парке Куглук (Блади-фолс)[англ.]
- Территориальный парк Катаннилик[англ.]
- Пролив Белло[англ.], разделяющий остров Сомерсет и полуостров Бутия